# Ca n'Anglada (Terrassa)
|  | Per a altres significats, vegeu «Ca n'Anglada (l'Ametlla del Vallès)». |

Ca n'Anglada és una masia al barri homònim, a l'est de la ciutat de Terrassa (Vallès Occidental), protegida com a bé cultural d'interès local.

## Arquitectura
Està constituïda per un cos principal i diverses dependències annexes. L'edifici és de planta rectangular, format per planta baixa, pis i golfes. La façana d'accés, situada a migdia, té a la planta baixa la porta d'entrada, d'arc de mig punt, dos balcons amb ampit al primer pis i nou obertures de punt rodó a les golfes. La coberta és de teula, a dos vessants. Cal destacar-ne la finestra gòtica situada a la façana de llevant, amb llinda lobulada i brancals amb capitells decorats amb relleus.

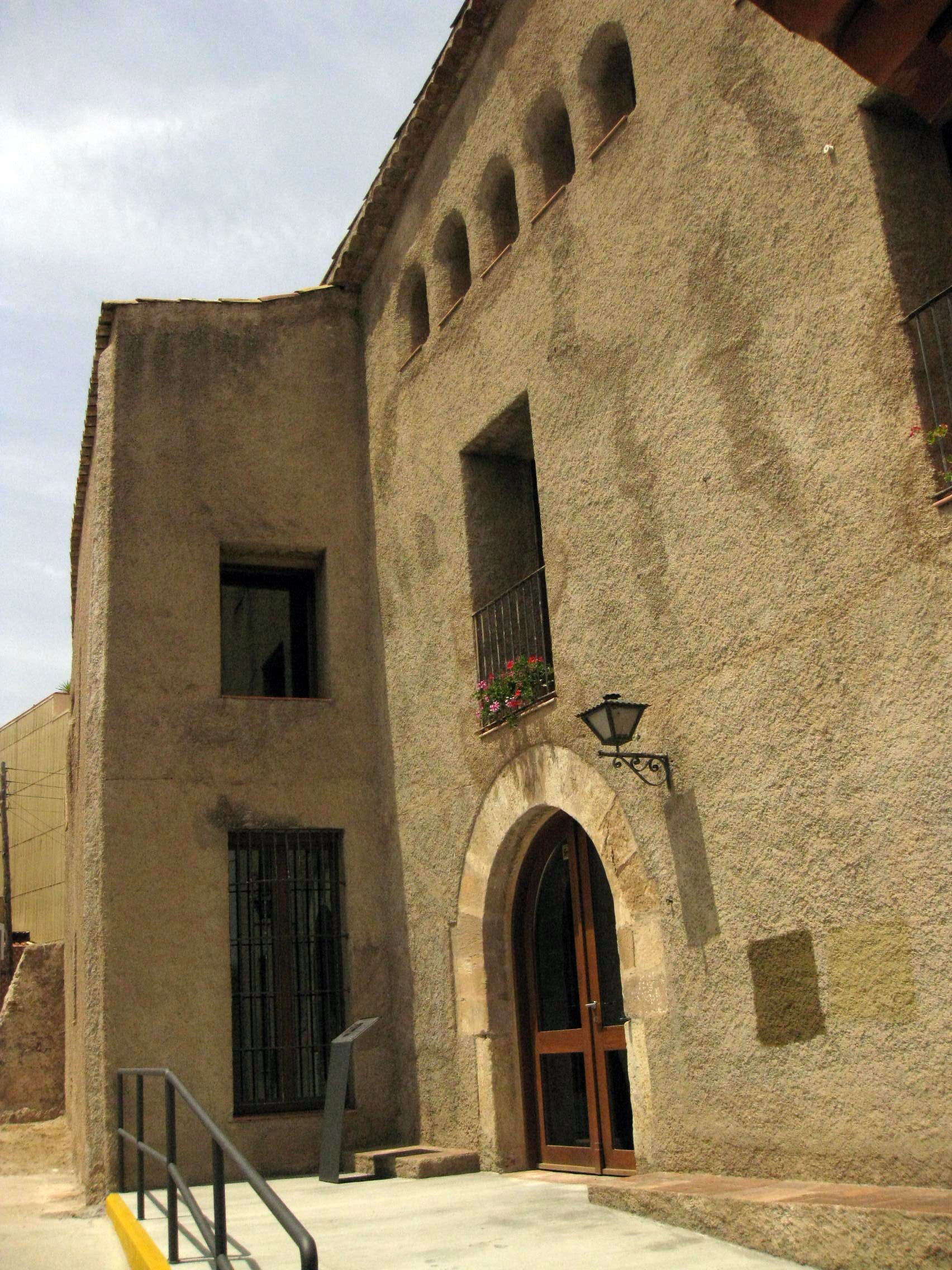
Detall de la façana

## Història
La masia de Ca n'Anglada, antigament coneguda com la masia de Sant Cristòfol, per la capella homònima vora la qual es va construir, té l'origen vers el segle xv, si bé posteriorment el conjunt ha anat experimentant diverses obres de remodelació i ampliació.
El conjunt format per la capella i la masia ha donat nom al barri de Ca n'Anglada, desenvolupat des dels anys quaranta del segle xx. El 1933 ja es van començar a aixecar unes quantes cases vora el mas, i a començament dels anys cinquanta els camps de conreu de la masia es comencen a vendre com a solars per aixecar-hi cases per als immigrants que arriben a Terrassa a buscar feina, moltes de les quals foren d'auto-construcció. El 1962, arran de la riuada que va fer desbordar la Riera de les Arenes, que limita el barri per la banda est, la masia és cedida a les Germanes de l'Assumpció, que s'hi instal·len per donar-hi serveis d'assistència social.
Actualment la masia és un equipament municipal.